# Crystal Rock
Crystal Rock – jednostka osadnicza w Stanach Zjednoczonych, w stanie Ohio, w hrabstwie Erie.